# Вайсміс
Вайсміс (нім. Weissmies) — гора висотою 4017 м н.р.м., розташована в Пеннінських Альпах в кантоні Вале, Швейцарія.
Вайсміс — один з десяти чотиритисячників, розташованих довкола долини Засталь. Навпроти Вайсміса стоїть Дом, третя за висотою вершина Альп.
Перше сходження на Вайсміс здійснили Якоб Крістіан Гойссер (нім. Jakob Christian Häusser) і Петер Йозеф Цурбрігген (нім. Peter Josef Zurbriggen) в 1855 р. Навколо підйому була полеміка, через те, що місцеві гіди не вірили, нібито на пік можна зійти без їхньої допомоги. Коли вони самостійно здійснили сходження до вершини, ідучи по слідах Хойссера і Цубріггена, вони виявили, що пік уже дійсно підкорений.

## Ресурси Інтернету
- Вікісховище має мультимедійні дані за темою: Вайсміс
- Weissmies (англ.). SummitPost. Архів оригіналу за 14 травня 2012. Процитовано 24 травня 2011. {{cite web}}: Cite має пусті невідомі параметри: |description= та |datepublished= (довідка)
- Weissmies (англ.). Distantpeak.com. Архів оригіналу за 14 травня 2012. Процитовано 24 травня 2011. {{cite web}}: Cite має пусті невідомі параметри: |description= та |datepublished= (довідка)
- Peakware.com [Архівовано 16 грудня 2014 у Wayback Machine.]

## Фототека

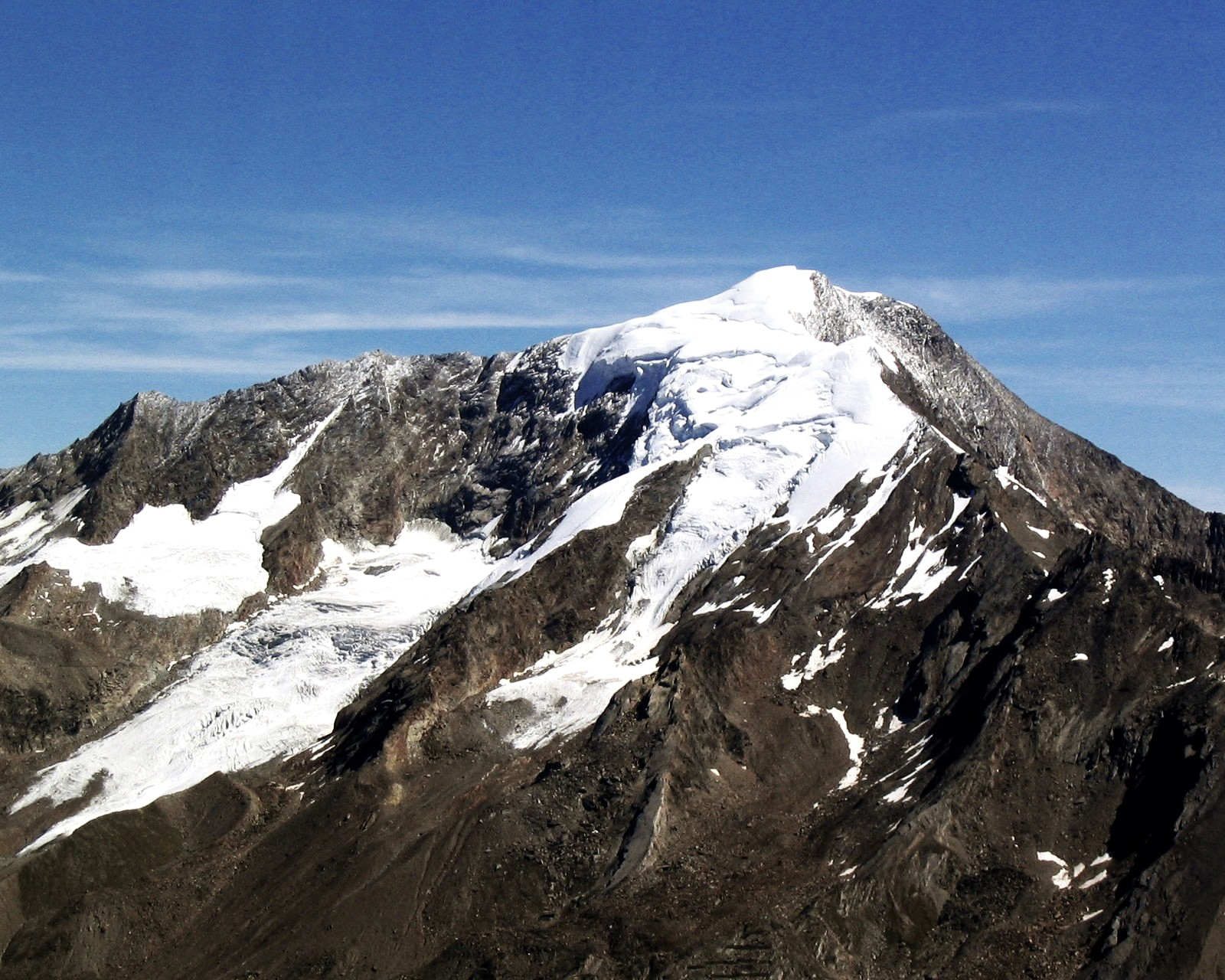
Вид на Вайсміс з заходу
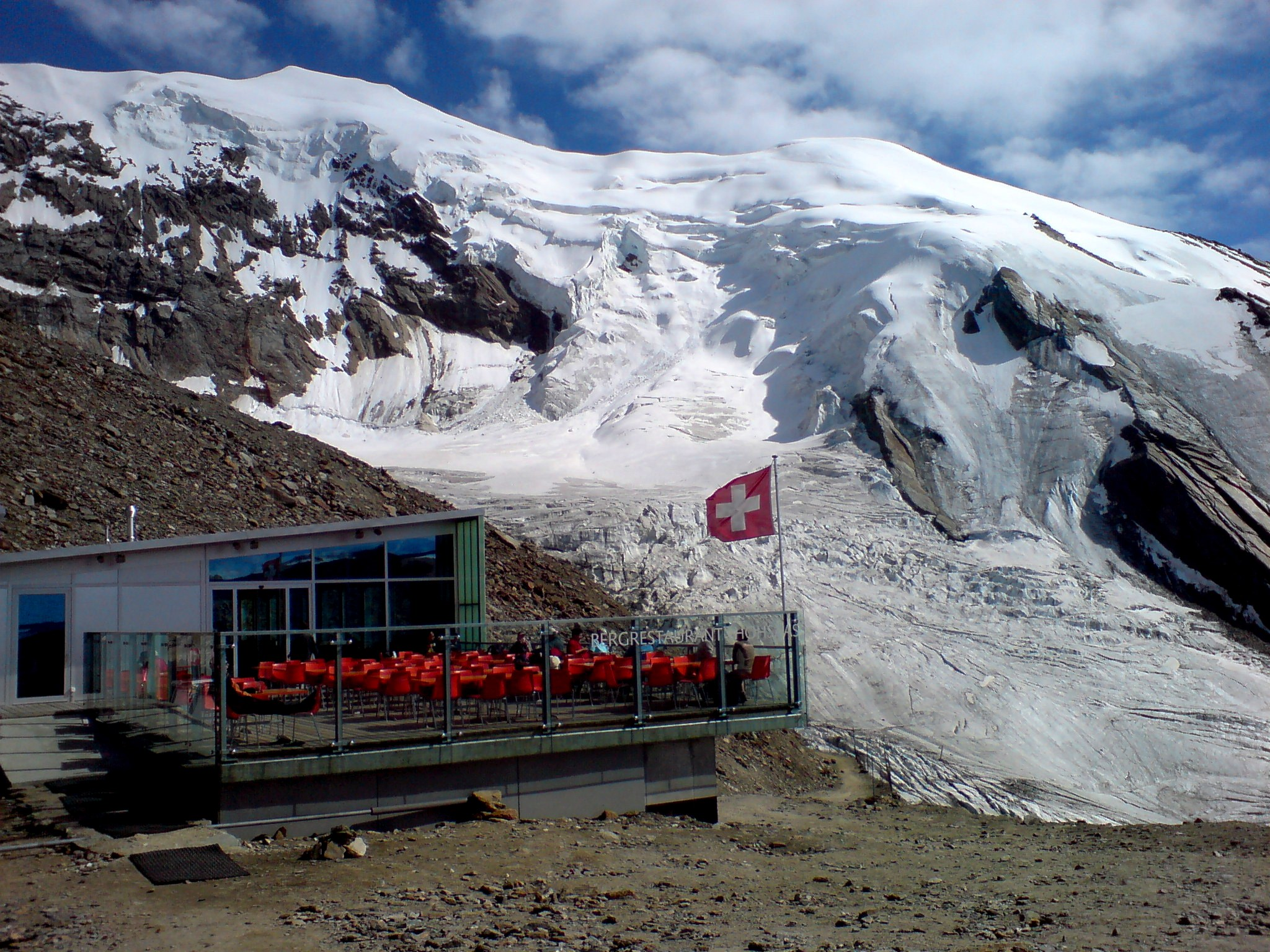
Вид на Вайсміс з півночі з Гохзасу (Hohsaas)

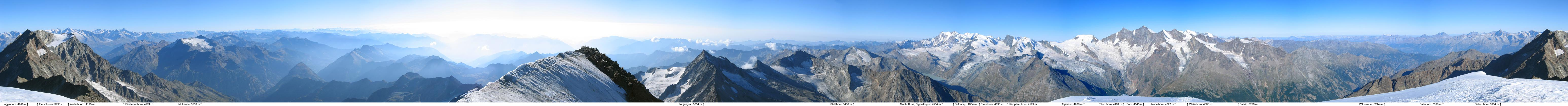
Вид з вершини Вайсмісу